# Петровский (Милютинский район)
Петро́вский — хутор в Милютинском районе Ростовской области.
Входит в состав Лукичевского сельского поселения.

## Население
| 2010 |
| ---- |
| 28   |

## Улицы
На хуторе имеется одна улица: Продольная.